# Kuldip Singh Sahota
Kuldip Singh Sahota, baron Sahota, né le 2 mai 1951 est un conseiller britannique du parti travailliste pour Malinslee & Dawley Bank au conseil de Telford and Wrekin, et est membre de la chambre des lords en 2022.

## Biographie
Sahota est né en Inde, d'origine sikh punjabi, fils d'un ouvrier de fonderie qui émigre en Angleterre en 1957, Sahota rejoignant son père en 1966.
Sahota travaille pendant 15 ans à l'usine de GKN Sankey à Telford avant de se lancer dans le travail politique à plein temps et de se lancer dans le secteur privé. Sahota, qui milite dans son syndicat au travail dans l'industrie, est élu conseiller travailliste pour Malinslee & Dawley Bank au Telford and Wrekin Council. Il est chef du Conseil entre 2011 et 2015.
En octobre 2022, il reçoit une pairie à vie dans les honneurs spéciaux de 2022 et le 2 novembre 2022, il est créé baron Sahota, de Telford dans le comté de Shropshire.
Sahota est marié à Sukhi et a deux fils. Il aide dans le restaurant de sa femme. Ils vivent à Ketley, Telford.
En 2019, il écrit et produit un film documentaire examinant en profondeur le massacre d'Amritsar de 1919.